# Квинт Фабий Вибулан (консул 485 пр.н.е.)
Вижте пояснителната страница за други личности с името Квинт Фабий Вибулан.
Квинт Фабий Вибулан (на латински: Quintus Fabius Vibulanus; † 480 пр.н.е.) e политик на ранната Римска република и принадлежи към патрицианската фамилия Фабии.
Той е син на аристократа Фабий Вибулан, брат на Марк Фабий Вибулан (консул през 483 и 480 пр.н.е.) и Кезо Фабий Вибулан (консул 484, 481 и 479 пр.н.е.). Тримата братя заемат, редувайки се от 485 до 479 пр.н.е. най-висшия пост в Римската република. Родът на Фабиите тогава е един от водещите родове на Рим и постига чрез тримата братя най-големия си успех. През 477 пр.н.е. почти всички членове на род Фабии (300 души), падат убити в битката при Кремера против вейините.
Квинт Фабий става за пръв път консул през 485 пр.н.е. с колега Сервий Корнелий Малугиненсис Кос. По това време е пропадането на Спурий Касий Вецелин. Братята на Квинт, Кезо Фабий и Луций Валерий са квестори през тази година и водят процес за предателство против Касий, като успяват да постигнат неговата екзекуция.
През 482 пр.н.е. той е за втори път консул с колега Гай Юлий Юл. През това време Рим сключва алианс с град Черветери, конкурент на Вейи. През 480 пр.н.е. Квинт е убит в боевете против етруските, които са в съюз с вейини.